# Bernd Skiera
Bernd Skiera (* 26. März 1966 in Düsseldorf) ist Professor für Betriebswirtschaftslehre, speziell Electronic Commerce an der Johann Wolfgang Goethe-Universität Frankfurt am Main.

## Leben
1985 bis 1988 besuchte Bernd Skiera die Berufsakademie in Mannheim und arbeitete zugleich bei SAP. Daran schloss er ein Betriebswirtschaftsstudium an der Universität Lüneburg an, welches er 1991 abschloss. Es folgte eine Tätigkeit als wissenschaftlicher Mitarbeiter am Marketinglehrstuhl von Sönke Albers an der Christian-Albrechts-Universität zu Kiel, wo er 1995 zum akademischen Rat des Lehrstuhls wurde. In der Zeit in Kiel promovierte und habilitierte Skiera.
Im Frühjahr 1999 wurde Bernd Skiera mit dem ersten Lehrstuhl Deutschlands für E-Commerce Professor an der Johann Wolfgang Goethe-Universität. In Frankfurt gründete er im Jahre 2000 außerdem den Goethe-Unibator, das Existenzgründerzentrum der Goethe-Universität. Im Sommer 2001 war er als Gastprofessor an der University of California, Los Angeles und im Herbst 2002 an der Pennsylvania State University am Electronic Business Research Center. Weiterhin war er zur Forschung im Frühjahr 2004 an der Stanford University, im darauffolgenden Frühjahr an der Wirtschaftsuniversität Wien und zuletzt im Wintersemester 2006/2007 an der Fuqua School of Business der Duke University.
2014 schaffte er es auf den ersten Platz des Handelsblatt Betriebswirte-Ranking als forschungsstärkster Professor im deutschen Sprachraum. 2019 erhielt Skiera als erster Betriebswirt einen European Research Council Advanced Grant mit einer Laufzeit von fünf Jahren und einem Projektvolumen von fast 2 Mio. Euro. Skiera ist Förderprofessor der Frankfurter Geschäftsstelle des Vereins MTP – Marketing zwischen Theorie und Praxis e. V.
Bernd Skiera ist verheiratet und hat drei Kinder.

## Wissenschaftliche Arbeit
In einer empirischen Studie stellte Skiera fest, dass Internetnutzer einen Hang zu Pauschaltarifen haben, auch wenn sie in anderen Tarifen weniger bezahlen müssten. Dies veröffentlichte er zusammen mit Anja Lambrecht im Journal of Marketing Research unter dem Titel Paying Too Much and Being Happy About it: Existence, Causes and Consequences of Tariff-Choice Biases. Diese Arbeit wurde 2007 mit dem Best Paper Award des Verbands der Hochschullehrer für Betriebswirtschaft ausgezeichnet. Im November 2005 wählte ihn das Handelsblatt auf Platz 9 der klügsten Köpfe der BWL.

## Auszeichnungen
- 1988, Berufsakademie Mannheim: Auszeichnung als bester Absolvent im Fachbereich Datenverarbeitung (für das Diplom an der Berufsakademie)
- 1991, Universität Lüneburg: Auszeichnung mit dem Preis der Universitätsgesellschaft für hervorragende studentische Leistungen (für das Diplom an der Universität Lüneburg)
- 1996, Universität Kiel: Auszeichnung mit einem Staatlichen Preis der Christian-Albrechts-Universität zu Kiel (für die Dissertation)
- 1999, Verband der Hochschullehrer für Betriebswirtschaft: Best Paper Award 1999 für den Aufsatz mit Sönke Albers: „COSTA: Contribution Optimizing Sales Territory Alignment“, 1998, Marketing Science, Vol. 18, S. 196–213
- 2000, „Second INFORMS 'Marketing Science and the Internet Conference exploring Understanding Consumer Behavior on the Internet'“, Los Angeles, USA: Best Empirical Paper Award for the paper with Martin Spann and Jörg Bochow: „Application of Internet Based Virtual Stock Markets for Market Research Purposes“
- 2001, „eBusiness Germany Award in der Kategorie: Besondere Ehrung“, European Ecommerce Association
- 2007, Best Paper Award 2007 des Verbands der Hochschullehrer für Betriebswirtschaft: Lambrecht, Anja and Bernd Skiera (2006), „Paying Too Much and Being Happy About it: Existence, Causes and Consequences of Tariff-Choice Biases“, Journal of Marketing Research, 18 (2), 212-23.
- 2008, Finalist for the Journal of Marketings's 2008 MSI/H. Paul Root Award with the paper: Wiesel, Thorsten / Skiera, Bernd / Villanueva, Julian (2008), „Customer Equity – An Integral Part of Financial Reporting“, Journal of Marketing, Vol 72 (March), 1–14.
- 2010, Goethe Teaching Award im Duke Goethe EMBA Program (Class of 2010)
- 2012, Finalist beim „The Gary L. Lilien ISMS-MSI Practice Prize“: Skiera, Bernd / About Nabout, Nadia (2013), „PROSAD: A Bidding Decision Support System for Profitable Search Engine Marketing“, Marketing Science, Vol. 32, Issue 2, 213–220.
- 2012, Finalist for the Journal of Marketing’s 2011 MSI/H. Paul Root Award with the paper: Hinz, Oliver / Skiera, Bernd / Barrot, Christian / Becker, Jan (2011), „An Empirical Comparison of Seeding Strategies for Viral Marketing“, Journal of Marketing, 75 (November), 55–71.
- 2012, Winner of the Journal of Marketing’s 2011 MSI/H. Paul Root Award with the paper: Schmitt, Philipp / Skiera, Bernd / Van den Bulte, Christophe (2011), „Referral Programs and Customer Value“, Journal of Marketing, Vol. 75, Issue 1, 46–59.
- 2013, Finalist for the Journal of Marketing’s 2012 MSI/H. Paul Root Award with the paper: Schulze, Christian / Skiera, Bernd / Wiesel, Thorsten (2012), „Linking Customer and Financial Metrics to Shareholder Value: The Leverage Effect in Customer-Based Valuation“, Journal of Marketing, Vol. 76 (March), 17–32.
- 2013, Winner of the Best Paper Award of the International Journal of Research in Marketing with the paper: Abou Nabout, Nadia / Skiera, Bernd / Stepanchuk, Tanja / Gerstmeier, Eva (2012), „An Analysis of the Profitability of Fee-Based Compensation Plans for Search Engine Marketing“, International Journal of Research in Marketing, Vol. 29, Issue 1, 68–80.
- 2014, Reviewer of the Year, Zeitschrift Business Research
- 2015, IBM Faculty Award
- 2018, Winner of the Journal of Marketing Long-Term Impact Award of the Sheth Foundation with the paper: Hinz, Oliver / Skiera, Bernd / Barrot, Christian / Becker, Jan U. (2011), ″Seeding strategies for viral marketing: An empirical comparison,″ Journal of Marketing, 75(6), 55‒71.[14]
- 2023, Aufnahme als Mitglied der Sektion Ökonomik und Empirische Sozialwissenschaften in die Nationale Akademie der Wissenschaften Leopoldina

## Werke
- zusammen mit Stefan Luckner, Jan Schröder, Chstistian Slamka, Markus Franke, Andreas Geyer-Schulz, Martin Spann und Christof Weinhardt: Prediction Markets – Fundamentals, Designs, and Applications. Wiesbaden 2012, ISBN 3-8349-3358-9
- zusammen mit Christian Messerschmidt und Sven Christian Berger: Web 2.0 im Retail Banking: Einsatzmöglichkeiten, Praxisbeispiele und empirische Nutzeranalyse. Wiesbaden 2010, ISBN 978-3-8349-2409-4
- Financial Chain Management: Prozessanalyse, Effizienzpotenziale und Outsourcing, Norderstedt 2004, ISBN 3-8334-1340-9
- zusammen mit Donovan Pfaff und Jürgen Weiss: Financial Supply-chain-Management. Bonn 2004, ISBN 3-89842-249-6
- zusammen mit Sebastian Hummel und Wolfram Koch: E-Business-Konzepte für den Mittelstand. 2003, ISBN 3-936598-45-2
- zusammen mit Sönke Albers, Michael Clement und Kay Peters: Marketing mit interaktiven Medien. Strategien zum Markterfolg. Frankfurt am Main 2001, ISBN 978-3-927282-72-8
- zusammen mit Sönke Albers, Michael Clement und Kay Peters: eCommerce. Frankfurt am Main 2000, ISBN 3-927282-82-0
- Mengenbezogene Preisdifferenzierung bei Dienstleistungen. Wiesbaden 1999, ISBN 3-8244-9025-0
- Verkaufsgebietseinteilung zur Maximierung des Deckungsbeitrags. Wiesbaden 1996, ISBN 3-409-13082-9